# 穿越格
穿越格（缩写：per）是一种格，表达某物“穿过”被标记名词的所指。在几种澳大利亚原住民语言如Kuku-Yalanji语:532、Kaurna语，以及艾玛拉语、伊努克提图特语、已灭绝的吐火罗语支语言中存在。